# Prosto z Mostu (tygodnik)
Prosto z Mostu. Tygodnik literacko-artystyczny – tygodnik publicystyczno-kulturalny wydawany w latach 1935–1939 w Warszawie przez Stanisława Piaseckiego, który był także jego redaktorem naczelnym. W latach 1931–1935 ukazywał się jako niedzielny dodatek kulturalny do związanego z ONR dziennika „ABC”.

## Charakterystyka
Publicystami pisma byli m.in. Stanisław Piasecki (miał żydowskie pochodzenie ze strony matki), Jan Mosdorf (piszący pod psedudonimem Andrzej Witowski), Adam Doboszyński, Jan Dobraczyński, Józef Kisielewski, Alfred Łaszowski, Adolf Nowaczyński, Jerzy Pietrkiewicz, Włodzimierz Pietrzak, Wojciech Wasiutyński, Karol Zbyszewski i Jerzy Zdziechowski. Silnie związani z pismem byli także Jerzy Andrzejewski (przez pewien czas kierownik działu literackiego; w 1937 w czasopiśmie ukazał się prawydruk jego powieści Ład serca), Konstanty Ildefons Gałczyński (publikujący w nim liczne utwory satyryczne; w 1937 w serii „Biblioteka Prosto z Mostu” ukazał się jego pierwszy drukowany wybór wierszy) i Bolesław Miciński (kierownik działu krytyki literackiej). Wśród innych pisarzy, którzy publikowali w czasopiśmie, można wymienić Wojciecha Bąka, Jerzego Brauna, Stanisława Czernika, Władysława Jana Grabskiego, Kazimierę Iłłakowiczównę, Karola Irzykowskiego, Teodora Parnickiego, Artura Swinarskiego, Aleksandra Świętochowskiego, Romana Tomczyka. Z działem muzycznym współpracował Jerzy Waldorff, z plastycznym Tytus Czyżewski. Publikował tu Jerzy Turowicz. Na łamach tygodnika rysunki zamieszczał Julian Żebrowski.
Ideologia „Prosto z Mostu” miała charakter narodowo-radykalny: łączyła nacjonalizm o wyraźnie antysemickim i imperialistycznym charakterze, „krucjatowy” katolicyzm, a nawet sympatie dla ustroju totalnego. Wraz z postępującą radykalizacją polityczną czasopisma, niektórzy współpracownicy (m.in. Karol Irzykowski, Bolesław Miciński) demonstracyjnie zerwali współpracę z nim. Innymi godnymi odnotowania incydentami z dziejów „Prosto z Mostu”, które nie stroniło od prowokacji i agresywnej polemiki, są jego konflikty ze „Skamandrem” oraz liczne głośne konfiskaty, którym podlegało skonfliktowane z sanacyjnymi władzami pismo.
W opinii Szymona Rudnickiego (powołującego się na Jerzego Borejszę) pismo było sponsorowane przez faszystowski rząd włoski. O zagranicznych ruchach faszystowskich pisano zresztą z sympatią. Benito Mussolini był dla redakcji „człowiekiem genialnym”. Z uznaniem wypowiadano się również o Corneliu Codreanu z Żelaznej Gwardii i Léonie Degrelle'u z Christus Rex. Jednocześnie szanowano niemiecki narodowy socjalizm, choć uważano go za przeciwnika.
W roku 1991 Ryszard Czarnecki usiłował wznowić tygodnik pod tym samym tytułem (po plajcie wydawniczej i likwidacji „Dziennika Dolnośląskiego”), ale wobec odmowy rejestracji tytułu „Prosto z Mostu” zarejestrował jedynie nawiązujący do oryginalnego tygodnik „Prosto z (...)”. Nie ukazało się jednak ani jedno wydanie planowanego tygodnika.